# Los Sauces Fraccionamiento
Los Sauces Fraccionamiento är en ort i Mexiko.   Den ligger i kommunen Tepatitlán de Morelos och delstaten Jalisco, i den centrala delen av landet, 400 km väster om huvudstaden Mexico City. Los Sauces Fraccionamiento ligger 1 885 meter över havet och antalet invånare är 352.
Terrängen runt Los Sauces Fraccionamiento är lite kuperad. Runt Los Sauces Fraccionamiento är det ganska tätbefolkat, med 86 invånare per kvadratkilometer. Närmaste större samhälle är Tepatitlán de Morelos, 3,8 km sydväst om Los Sauces Fraccionamiento. I omgivningarna runt Los Sauces Fraccionamiento växer huvudsakligen savannskog.